# Cajón

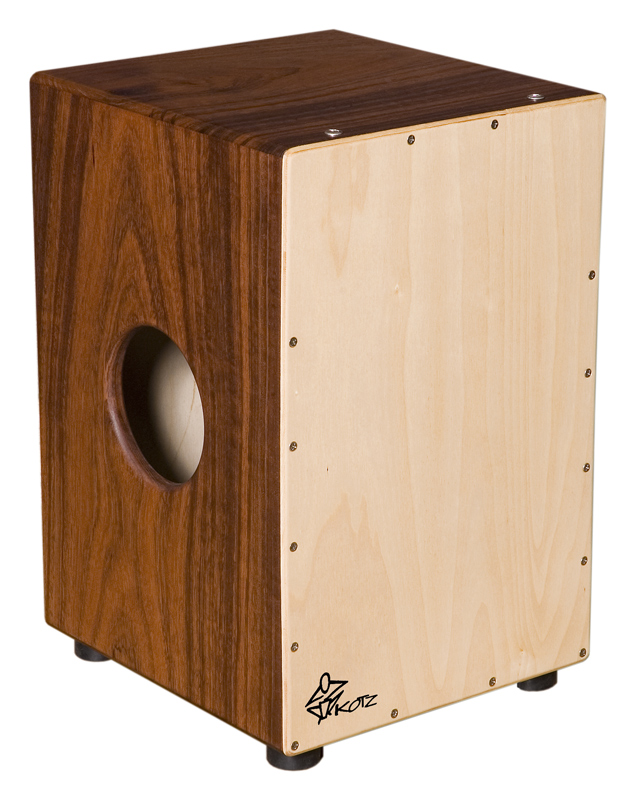

Na música, o cajón (aumentativo da palavra espanhola "caja": "caixa", "gaveta"), é um instrumento de percussão que teve sua origem no contexto do Peru Colonial, onde os escravos africanos, separados de seus instrumentos de percussão pelos feitores da época, utilizaram-se de caixas de madeira e gavetas (outra tradução para cajón) para tocarem seus ritmos. Daí dizer que sua origem é afro-peruana. Com o passar do tempo o instrumento transformou-se no que conhecemos hoje por cajón. O instrumento hoje é considerado pelo governo peruano como "Patrimônio Cultural da Nação".
O cajón atravessou as fronteiras do Peru e tem encontrado espaço nas expressões musicais de diferentes culturas no mundo. Paco de Lucia foi um dos principais responsáveis pela introdução do instrumento na música flamenca. Com uma sonoridade tida como ideal para acompanhar as palmas, sapateado e a sonoridade das guitarras flamencas, o cajón popularizou-se. Hoje é tão comum a presença do instrumento nas apresentações flamencas que muitos imaginam que sua origem é espanhola.
Construído totalmente em madeira, o cajón mais difundido internacionalmente apresenta cordas colocadas por dentro sob o tampo, uma versão moderna que tem muita aceitação internacional. O instrumento encanta pela simplicidade, desempenho, por sua grandiosa vibração e versatilidade.
Por tratar-se de um instrumento muito simples e barato, o cajón vem se popularizando cada vez mais no Brasil, tanto entre os músicos profissionais quanto entre os amadores, revelando-se um acompanhamento muito rico para voz e violão. No Brasil o instrumento foi aperfeiçoado e adaptado pelo luthier Pithy Cajonero em parceria com Lanlan, percussionista que ficou conhecida ao dar ritmos aos hits da Cantora Cássia Eller.  O cajón é extremamente versátil para praticamente todos os ritmos, podendo ser utilizado acusticamente, microfonado em apresentações ao vivo, provocando no espectador a sensação de "onde está a bateria?", e ainda apresentar excelentes resultados em gravações de estúdio.

## Evolução
Considerado a evolução do cajón, a versão mais moderna pode ser utilizada em estúdios e grandes performances profissionais posto que é equipado com sistema elétrico de captação de som.